# Мечеть Гунбад
Мечеть Шестидесяти Куполов — (бенг. ষাট গম্বুজ মসজিদ, известна также, как Мечеть Шейт Гумбат или Мечеть Гунбад) — одна из самых древних (исторических) мечетей в Бангладеш. Расположена в Багерхате, что в южной части Бангладеш. Первый в стране памятник Всемирного наследия.

## История и архитектура
Мечеть была построена Ханом Джаханом Али в XV столетии, имеет необычно толстые стены, из суженного кирпича в стиле туглак, и элементы более поздних стилей. Есть более, чем семьдесят низких куполов, интерьер разделен на многие проходы и пролёты тонкими колоннами, которые достигают высшей точки в многочисленных арках, которые поддерживают крышу. Мечеть украшена главным образом терракотой и кирпичами.

## Происшествия
В 2008 году священный крокодил съел неосторожного паломника.